# Háttérfüggetlenség
A háttérfüggetlenség az elméleti fizika, elsősorban a kvantumgravitáció által definiált alapfeltevés, mely megköveteli, hogy egy adott elméletet leíró egyenletek a téridő aktuális alakjától és a  téridőben definiált mezőktől függetlenek legyenek, legfőképpen ne függjenek a használt koordináta-rendszertől és metrikától. A különféle konfigurációk (hátterek) az egyenletrendszer megoldásaiként származtathatóak.
Noha a húrelmélet alapvetően háttérfüggetlen, az elmélet jelenlegi formájában nem testesíti meg ezt, mivel megkívánja, hogy a megoldást kereső fizikus egy partikuláris megoldásból induljon ki, vagyis egy olyan előre meghatározott háttérből, melyben az elmélet csak kis perturbációkat ír le. A kvantumgravitáció egy igen eltérő megközelítése, a hurok-kvantumgravitáció alapvetően háttérfüggetlen, noha maga a háttérben álló fizikai alap nem az. Például megkívánja a téridőben egy speciális topológia létezését, habár a háttérfüggetlenség számos definíciója nem engedélyezi a topológiaválasztást. 
A húrelmélet klasszikus háttérfüggetlen leírása a húr-mezőelmélet. Ez, bár segített megérteni a tachionkondenzációt, a legtöbb húrelmélettel foglalkozó szakember szerint alkalmatlan a nem-perturbatív húrelmélet fizikai megalapozására.
Maga a háttér-független és a háttérfüggő szembenállás tulajdonképpen az Isaac Newton és Leibniz közötti, a tér abszolút vagy relatív voltával kapcsolatos vitára vezethető vissza. Számos fizikus szerint a két lehetőség közötti választás kizárólag filozófiai, mivel semmi cáfolatát nem teszi lehetővé, ahogy azt például a kvantummechanika teszi. Ugyanakkor tudományfilozófusok, mint Lakatos Imre vagy Elie Zahar kifejtik, hogy tetszőleges kutatási irányt is elindíthatnak metafizikai kérdések és így a háttérfüggetlenség elfogadása eltérő eredményekhez vezethet.

## Külső hivatkozások
- L. Smolin, The case for background independence, hep-th/0507235
- C. Rovelli et al, Background independence in a nutshell, Class.Quant.Grav. 22 (2005) 2971-2990, gr-qc/0408079
- Edward Witten, Quantum Background Independence In String Theory, hep-th/9306122.
- J. Stachel,  The Meaning of General Covariance: The Hole Story, in J. Earman, A. Janis, G. Massey and N. Rescher (eds.), Philosophical Problems of the Internal and External Worlds: Essays on the Philosophy of Adolf Grünbaum, University of Pittsburgh Press 1993, ISBN 0822937387, pp. 129-160.
- J. Stachel,  Changes in the Concepts of Space and Time Brought About by Relativity, in C. C. Gould and R. S. Cohen (eds.), Artifacts, Representations and Social Practice; Kluwer Academic 1994, ISBN 0792324811, pp. 141-162.
- E. Zahar, Einstein's Revolution: A Study in Heuristic, ISBN 0812690664